# Grótvík
Grótvík är en vik i Färöarna (Kungariket Danmark).   Den ligger i sýslan Sandoyar sýsla, i den södra delen av landet, 20 km söder om huvudstaden Torshamn. Grótvík ligger vid sjön Gróthúsvatn.